# Falling Skies
Falling Skies är en amerikansk TV-serie som hade premiär den 19 juni 2011 på TNT i USA. Serien skapades av Robert Rodat och producerades av Steven Spielberg.
Falling Skies handlar om jorden efter en utomjordisk invasion. Sex månader har gått sedan den första attacken. De överlevande har grupperat sig och startat en motståndsrörelse som istället för att fly kämpar mot och försöker återta jorden från utomjordingarna. 
Den första säsongen avslutades den 7 augusti 2011. Finalavsnittet sågs av 5,6 miljoner tittare i USA. Den 17 juli 2012 hade säsong två premiär, omfattande tio nya avsnitt. Den tredje säsong hade premiär den 9 juni 2013, den fjärde säsongen hade premiär den 22 juni 2014 och den femte och sista säsongen hade premiär den 28 juni 2015, i USA.
Serien hade premiär den 24 augusti 2011 i Sverige på kanalen Canal+. Den första säsongen av Falling Skies visades också våren 2012 på TV6, torsdagar 20.00 med start 5 april. Andra säsongen av Falling Skies visades på TNT Sverige, onsdagar 21.00 med start den 6 februari 2013.

## Rollista (i urval)
- Noah Wyle – Tom Mason
- Moon Bloodgood – Anne Glass
- Drew Roy – Hal Mason
- Maxim Knight – Matt Mason
- Seychelle Gabriel – Lourdes
- Peter Shinkoda – Dai
- Will Patton – Överste Daniel F. Weaver
- Mpho Koaho – Anthony
- Sarah Carter – Margaret
- Colin Cunningham – John Pope
- Connor Jessup – Ben Mason
- Bruce Gray – Farbror Scott
- Daniyah Ysrail – Rick Thompson
- Melissa Kramer – Sarah
- Jessy Schram – Karen Nadler
- Martin Roach – Mike Thompson
- Dylan Authors – Jimmy Boland
- Dale Dye – Överste Porter
- Steven Weber – Dr. Michael Harris
- Lynne Deragon – Moster Kate
- Henry Czerny – Löjtnant Terry Clayton
- Brent Jones – Click
- Paulino Nunes – Frank
- James Collins – Cueball
- Wes Berger – John

## Säsong 1 (2011)
| Titel                | Regissör             | Manus                  | Sändningsdatum |
| -------------------- | -------------------- | ---------------------- | -------------- |
| "Live and Learn"     | Carl Franklin        | Robert Rodat           | 19 juni 2011   |
| "The Armory"         | Greg Beeman          | Graham Yost            | 19 juni 2011   |
| "Prisoner of War"    | Greg Beeman          | Fred Golan             | 26 juni 2011   |
| "Grace"              | Fred Toye            | Melinda Hsu Taylor     | 3 juli 2011    |
| "Silent Kill"        | Fred Toye            | Joe Weisberg           | 10 juli 2011   |
| "Sanctuary (Part 1)" | Sergio Mimica-Gezzan | Joel Anderson Thompson | 17 juli 2011   |
| "Sanctuary (Part 2)" | Sergio Mimica-Gezzan | Melinda Hsu Taylor     | 24 juli 2011   |
| "What Hides Beneath" | Anthony Hemingway    | Mark Verheiden         | 31 juli 2011   |
| "Mutiny"             | Holly Dale           | Joe Weisberg           | 7 augusti 2011 |
| "Eight Hours"        | Greg Beeman          | Mark Verheiden         | 7 augusti 2011 |